# Peremoha, Hluhiv
Peremoha (în ucraineană Перемога) este o comună în raionul Hluhiv, regiunea Sumî, Ucraina, formată numai din satul de reședință.

## Demografie
Componența lingvistică a comunei Peremoha
     Ucraineană (97,52%)
     Rusă (2,04%)
     Alte limbi (0,18%)
Conform recensământului din 2001, majoritatea populației comunei Peremoha era vorbitoare de ucraineană (97,52%), existând în minoritate și vorbitori de rusă (2,04%).